# アンドレイ・クリステア
アンドレイ・クリステア（Andrei Cristea ルーマニア語発音: [anˈdrej ˈkriste̯a]、 1984年5月15日 - ）は、ルーマニア・バカウ出身の元サッカー選手、サッカー指導者。現役時代のポジションはFW。

## 来歴
FCMバカウにてキャリアをスタートし、ステアウア・ブカレストへ移籍。出場機会を十分に得られず、FCティミショアラに移籍。FCポリテフニカ・ヤシへレンタル移籍。2008年5月、ディナモ・ブカレストへ移籍。ディナモにておいては得点を重ね、ルーマニア代表に再び招集されている。
2009-10シーズンは16得点を決め、リーガ1得点王に輝いた。

## 所属クラブ
- FCMバカウ 2001-2004
- FCステアウア・ブカレスト 2004-2006
- FCティミショアラ 2006-2008
  - → FCポリテフニカ・ヤシ(loan) 2008
- FCディナモ・ブカレスト 2008-2010
  - → FCポリテフニカ・ヤシ(loan) 2009
- カールスルーエSC 2011-2012
- FCディナモ・ブカレスト 2012-2013
- ガバラFK 2014
- USサレルニターナ1919 2015
- ASマルティーナ・フランカ1947 2015
- CSMポリテフニカ・ヤシ 2016-2019
- CSウニヴェルシタテア・クラヨーヴァ 2019
- FCポリテフニカ・ヤシ 2019-2021

## 指導歴
- FCポリテフニカ・ヤシ 2021-